# 旧細川刑部邸

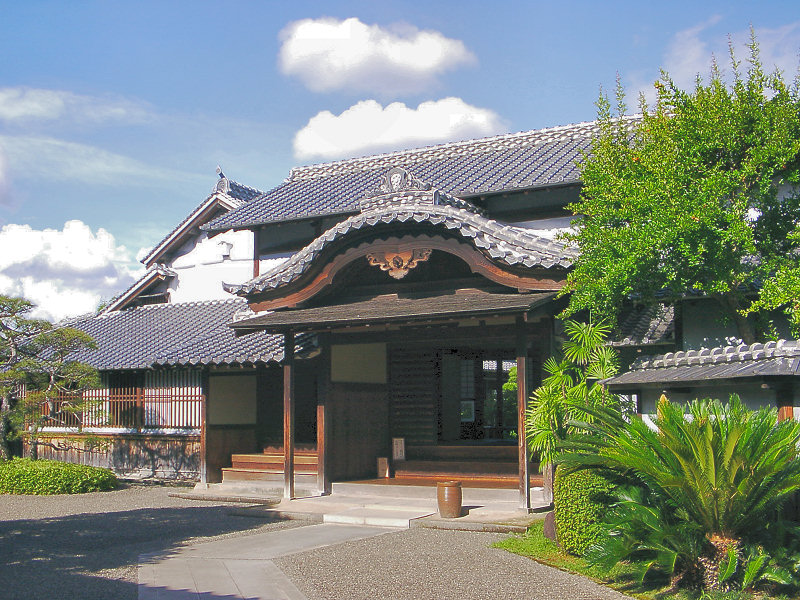
御玄関

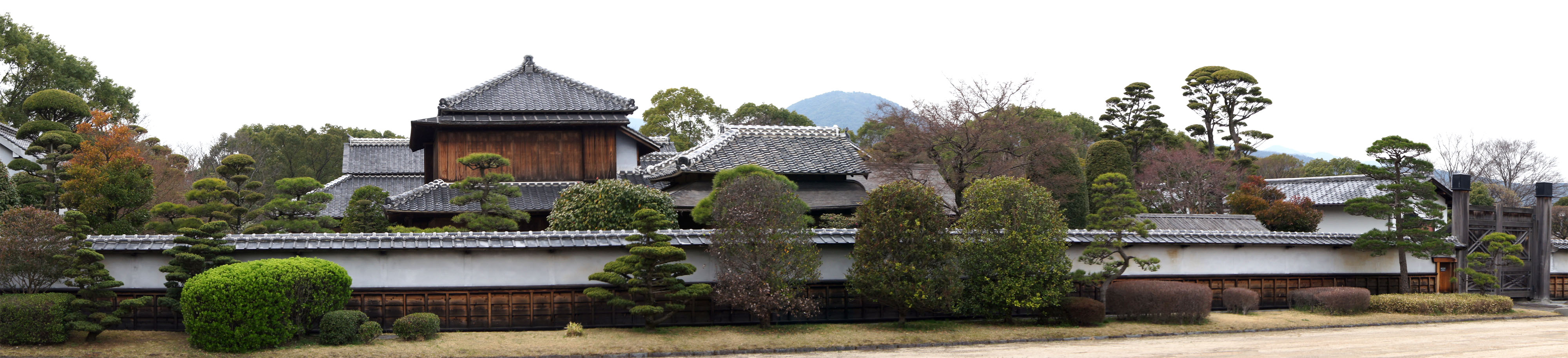
東側よりパノラマ撮影

旧細川刑部邸（きゅうほそかわぎょうぶてい）は、熊本県熊本市中央区の熊本城三の丸跡にある武家屋敷。熊本県指定重要文化財建造物に指定されている。なお、細川刑部家（子飼細川とも言う）は細川内膳家（砂取細川）と並ぶ細川藩の一門家臣家（いずれも江戸期は長岡姓）であった。

## 歴史
この屋敷は熊本藩主となった細川忠利の弟、細川興孝が刑部家を興したのち、現在の熊本市中央区東子飼町に建てられた下屋敷である。
書院造で主屋や別棟の茶室があり、主屋の一部は2階建ての居室「春松閣」となっている。1985年（昭和60年）に熊本県指定重要文化財に指定された。
1993年（平成5年）に東子飼町から現在地の三の丸地区の二丸御屋形跡に移築。2005年（平成17年）には特別史跡熊本城跡に追加指定された。
2015年（平成27年）8月25日、台風による強風で、屋敷を囲む塀がおよそ70メートル余り倒れた。
さらに2016年（平成28年）の熊本地震後に被災状況調査と耐震診断が実施され、土壁の一部が剥がれ落ち、屋根瓦にずれなどの被害を確認したほか、主屋などは耐震不足と判定された。2023年（令和5年）11月17日から12月3日まで限定公開された後、復旧工事と耐震補強工事が実施され、2028年度（令和10年）中に一般公開を再開する予定である。

## 施設
- 所在地　熊本県熊本市中央区古京町3番1号
- 開館時間
  - 4月1日～10月31日:8:30～18:00
  - 11月1日～翌年3月31日:8:30～17:00
- 休館日　12月29日～12月31日
- 入館料
  - 高校生以上　1人300円（30人以上の団体240円）
  - 小中学生　1人100円（30人以上の団体80円）
  - 熊本城との共通入場券での入場が可能。高校生以上　1人640円、小中学生　1人240円
  - 共通入場券の団体割引適用はないため、その旨注意が必要